# Castana (Iowa)
Castana is een plaats (city) in de Amerikaanse staat Iowa, en valt bestuurlijk gezien onder Monona County.

## Demografie
Bij de volkstelling in 2000 werd het aantal inwoners vastgesteld op 178. In 2006 is het aantal inwoners door het United States Census Bureau geschat op 166, een daling van 12 (-6,7%).

## Geografie
Volgens het United States Census Bureau beslaat de plaats een oppervlakte van 2,4 km², geheel bestaande uit land. Castana ligt op ongeveer 350 m boven zeeniveau.

## Plaatsen in de nabije omgeving
De onderstaande figuur toont nabijgelegen plaatsen in een straal van 16 km rond Castana.